# فایکو
فایکو (انگلیسی: FICO)در اصل Fair, Isaac and Company، یک شرکت تجزیه و تحلیل داده‌است که در سن خوزه، کالیفرنیا قرار دارد و خدمات امتیاز دهی به اعتبارات را بر عهده دارد. در سال ۱۹۵۶ توسط بیل فر و ارل ایساک تأسیس شد.